# خسرو پایاب
خسرو پایاب (زادهٔ ۱۵ مهر ۱۳۲۲ – درگذشتهٔ ۲۲ مهر ۱۳۹۹) کارگردان، بازیگر و مدرس تئاتر اهل ایران بود. او به «پدر تئاتر تبریز» شهرت داشت.

## زندگی
خسرو پایاب در ۱۵ مهر ۱۳۲۲ در تبریز متولد شد. او از کودکی به هنر علاقه داشت و از سال ۱۳۳۷ تا ۱۳۴۰، همزمان با تحصیل در دبیرستان فردوسی، با همکاری «قبه زرین» نمایشنامه‌هایی از جمله: بخاطر مهین، انتقام آر چیب لرو، کلاس هنرپیشگی و حاج آقا وقت دارید را روی صحنه برد. او در قالب سازمان پیش‌آهنگی نیز نمایشنامه‌هایی مانند: فداکاران و هیچ وقت دیر نیست را به روی صحنه برد. در همین دوران، او همکاری خود را با ادارهٔ رادیو تبریز آغاز کرد. خسرو پایاب در سال ۱۳۴۶ «گروه هنری آریا» را تشکیل داد و آثاری مانند: پهلوان اکبر می‌میرد، مستأجر و بهترین بابای دنیا را به اجرا درآورد. او در سال ۱۳۴۸ به عنوان رئیس و مشاور هنری مدیریت استان فعالیت خود را گسترش داد و آثاری مانند: چوب زیر بغل، چوبدست‌های ورزیل، آخرین نوار کراپ، عاشق گیج، آی با کلاه و آی بی کلاه، قرعه برای مرگ را به روی صحنه برد. او در سال ۱۳۴۸ با اجرای نمایشنامه «غروب در دیاری غریب»، در قالب جشنواره تئاتر دانشگاه‌های ایران، به موفقی‌های بیشتری دست یافت. وی از سال ۱۳۶۶ به همراه «گروه هنری نگاه» به اجرای نمایشنامه‌هایی نظیر: بازرس، زنجیر عدالت، مونترا، دورگه، پهلوان اکبر می‌میرد، بلبل سرگشته و چشم‌اندازی از پل پرداخت.
خسرو پایاب جدای از فعالیت‌های نمایشی کلاسیک، آثاری در قالب نمایش‌های عروسکی و سایه را نیز در تبریز به اجرا درآورد. او که نخستین عضو انجمن نمایش تبریز بود، در جشنواره‌ها و مسابقات بسیاری حضور داشت. وی در سال ۱۳۶۸ به عنوان بازبین و داور نخستین جشنوارهٔ تئاتر استان آذربایجان شرقی فعالیت داشت و در سال ۱۳۷۳، داور نخستین جشنوارهٔ تئاتر دانشجویی دانشگاه تبریز و همچنین داور ششمین جشنوارهٔ تئاتر آذربایجان شرقی بود. خسرو پایاب در طول زندگی هنری خود به عنوان کارگردان، بازیگر، دکوراتور، چهره‌پرداز، طراح صحنه و لباس و مدرس تئاتر و تلویزیون فعالیت داشت.
در مراسم اختتامیهٔ بیست و نهمین جشنواره تئاتر استانی آذربایجان شرقی، «نشان تئاتر تبریز» به خسرو پایاب اهدا شد. یک سالن نمایش در تبریز به نام «سالن استاد پایاب» نام‌گذاری شده‌است. خسرو پایاب در اختتامیه جشنواره سراسری تئاتر کوتاه ارسباران نیز مورد تجلیل قرار گرفت.

## درگذشت
خسرو پایاب در مهر ۱۳۹۹ به علت ابتلا به ویروس کرونا در بیمارستان سینا تبریز بستری شد. او در ۲۲ مهر ۱۳۹۹، در ۷۷ سالگی درگذشت.

## آثار

### تئاتر[۷]
- بخاطر مهین
- انتقام آر چیب لرو
- کلاس هنرپیشگی
- حاج آقا وقت دارید
- فداکاران
- هیچ وقت دیر نیست
- پهلوان اکبر می‌میرد
- مستأجر
- بهترین بابای دنیا
- چوب زیر بغل
- چوبدست‌های ورزیل
- آخرین نوار کراپ
- عاشق گیج
- آی با کلاه و آی بی کلاه
- قرعه برای مرگ
- غروب در دیاری غریب
- بازرس
- زنجیر عدالت
- مونترا
- دورگه
- بلبل سرگشته
- چشم‌اندازی از پل

### تلویزیون[۷]
- مجموعه تلویزیونی جلال ١
- مجموعهٔ تلویزیونی میراث
- مجموعهٔ تلویزیونی کلید گم شده
- مجموعهٔ تلویزیونی سه عروس
- فیلم تلویزیونی پائیز پنبه دار
- فیلم تلویزیونی شب سرباز
- فیلم تلویزیونی خارهای غلطان
- فیلم تلویزیونی غبار در مه
- فیلم تلویزیونی طومار
- فیلم تلویزیونی خان ننه
- فیلم تلویزیونی من سرباز وطنم هستم